# 横龙镇
横龙镇，是中华人民共和国江西省吉安市安福县下辖的一个乡镇级行政单位。

## 行政区划
横龙镇下辖以下地区：
路口村、横龙村、江背村、盆形村、枫塘村、洲里村、壶丘村、新屋村、利田村、院塘村、井洲村、东谷村、庙下村、石溪村和南田村。